# Toast (Karolina Północna)
Toast – jednostka osadnicza w Stanach Zjednoczonych, w stanie Karolina Północna, w hrabstwie Surry.